# 1324
1324 је била преступна година.

## Смрти
- 8. јануар — Марко Поло, венецијански трговац и истраживач. (*1254)